# Agrotis psammocharis
Agrotis psammocharis är en fjärilsart som beskrevs av Charles Boursin 1951. Agrotis psammocharis ingår i släktet Agrotis och familjen nattflyn. Inga underarter finns listade i Catalogue of Life.